# Domenico Fancelli

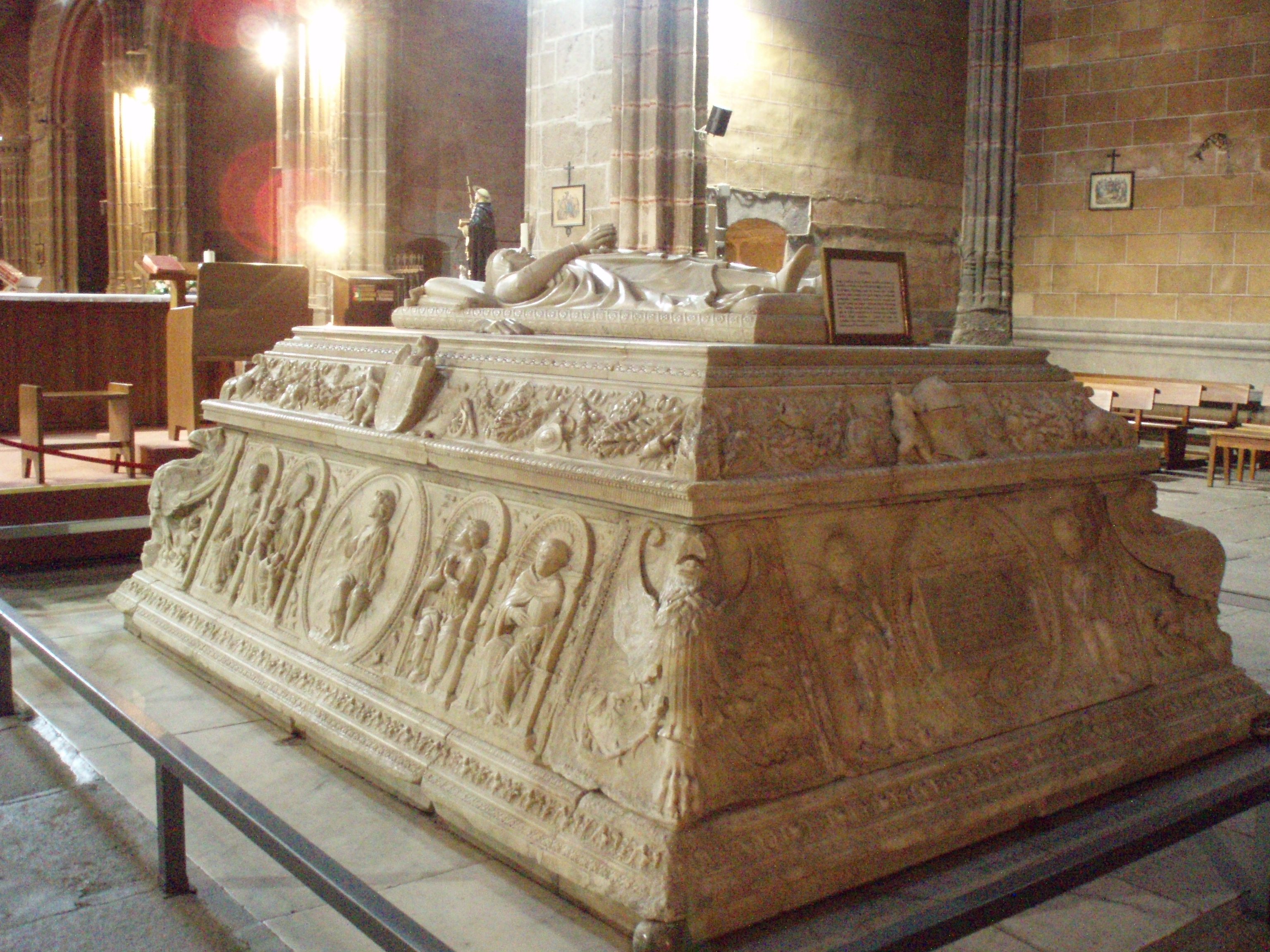
Sepulcre de l'Infant Joan d'Aragó

Domenico Fancelli (Settignano, 1469 - Saragossa, 1519) va ser un escultor que va treballar fonamentalment a Espanya, on va ser un dels introductors del renaixement. Va tenir una gran influència a l'escultura espanyola, com pot veure's a l'obra d'artistes com Vasco de la Zarza. Les seves obres més destacades són el sepulcre del cardenal Diego Hurtado de Mendoza, a la catedral de Sevilla, i el dels Reis Catòlics a la catedral de Granada.
Va néixer a Settignano, a la vora de Florència. Se sap molt poc sobre la seva etapa de formació, que va deure tenir lloc a Florència i a Roma. Per encàrrec del comte de Tendilla, va esculpir a Gènova el sepulcre de Diego Hurtado de Mendoza, germà del comte, que havia mort el 1502. Posteriorment el sepulcre va ser transportat a Sevilla i Fancelli ho va situar a la catedral.

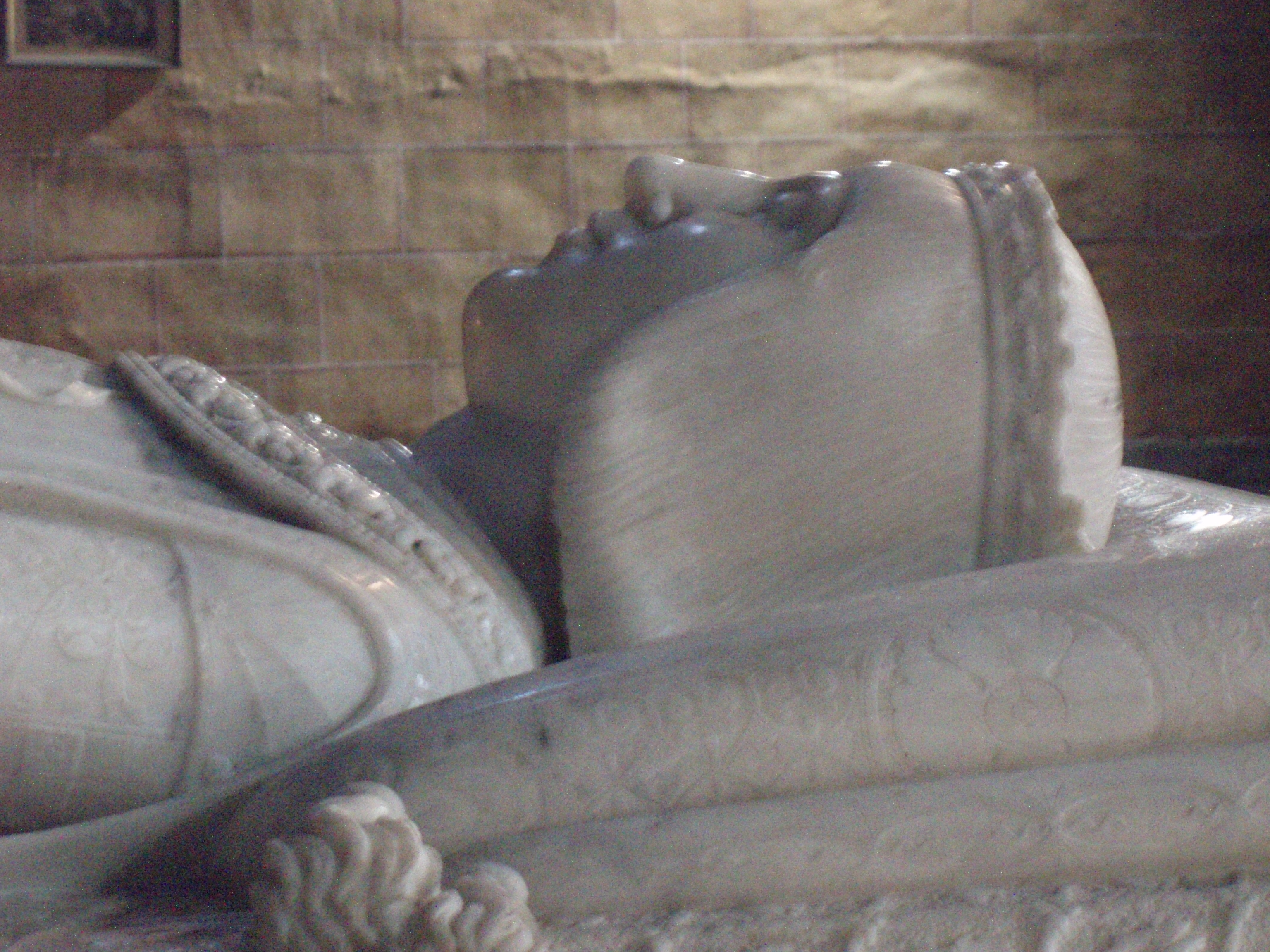
Detall del sepulcre de l'Infant Joan d'Aragó

Cap a 1510 va rebre l'encàrrec de realitzar el sepulcre de l'Infant Joan d'Aragó, hereu prematurament mort dels Reis Catòlics, per al Reial Monestir de Santo Tomás, a Àvila, i l'èxit que va assolir amb aquesta obra li va valer que se'l encarregués la que és probablement la seva obra més coneguda, el sepulcre dels Reis Catòlics a la Capella Reial de Granada, acabat el 1517. Va rebre també l'encàrrec de realitzar els monuments sepulcrals dels reis Juana i Felip de Castella, però va morir abans de portar-los a terme. Va ser substituït en aquestes obres per Bartolomé Ordóñez.